# Eisseen (Dachsteingebirge)
Als Eisseen werden Seen im Dachsteingebirge im österreichischen Bundesland Oberösterreich bezeichnet. Sie bilden die Gletscherendseen des sich zurückziehenden Hallstätter Gletschers.

## Lage und Landschaft
Die Eisseen befinden sich um die 3 Kilometer nordöstlich des Dachsteingipfels, nördlich des 2794 m hohen Gjaidsteins in einer Höhenlage von um die 2000 Metern.

## (Unterer) Eissee
Der (Untere) Eissee liegt auf 1909 m ü. A. in einem flachen Kar, dem Taubenkar. Er entstand durch Abschmelzen des Hallstätter Gletschers, der bis etwa zur Mitte des 19. Jahrhunderts noch auf 1800 m hinabreichte. Als sich der Gletscher zurückzog (heute liegt die Zunge bei etwa 2200 m), blieb in dem Becken der Untere Eissee zurück, da der Moränenschotter hier mit Kalkschluff ausgekleidet ist. 1890 noch eine Toteisscholle, ist der See 1894 das erste Mal nachgewiesen, und wurde 1896 von M. Groller kartiert, da hatte er schon weitgehend die heutige Größe.
Noch lange Zeit nach seiner Entstehung, etwa zur Jahrhundertwende, waren an seinem Ufer größere Toteisfelder zu finden, heute sind sie verschwunden. Der Untere Eissee hat weder einen oberirdischen Zu-, noch einen Abfluss, und verlandet von der Bergseite zunehmend.

## Obere(r) Eissee(n)
Der Obere Eissee, auch Kleine Eissee, lag etwa 700 Meter westlich des Unteren Eissees auf einer Höhe von etwa 2070 m ü. A. (⊙) unterhalb der Simonyhütte und der Dachsteinkapelle, beim Eis-Joch (2150 m). Er entstand aufgrund des weiteren Rückzugs des Gletschers während des 20. Jahrhunderts. 1921 hatte sich das Eis erstmals so weit zurückgezogen, dass sich an seinem Ende ein anfangs noch kleiner See bildete. Dieser wuchs durch weiteres Abschmelzen schnell auf etwa 100 × 50 Meter bei bis zu zehn Metern Tiefe an, schrumpfte aber zwischenzeitlich wetterbedingt auch wieder auf nur ein Fünftel dieser Größe. 1951 bedeckte er eine Fläche von 4 ha, zu dieser Zeit kalbte der Gletscher noch in den See. Mittlerweile hat sich das Eis bereits weit vom Seeufer zurückgezogen, in den 2010ern um die 1000 Meter.
Der Obere Eissee hat sich durch Verlandung in mehrere Seelein aufgeteilt, von denen die größte nurmehr knapp 2000 m² umfasst (2062 m ü. A. ⊙,
2059 m ü. A. ⊙,
2072 m ü. A. ⊙,
2061 m ü. A. ⊙,
2073 m ü. A. ⊙).

## Weitere Seen
In der Nachbartalung der oberen Seen, auf der Südostseite des Eis-Jochs direkt oberhalb des unteren Eissee, befindet sich ein weiterer namenloser Gletscherendsee (2116 m ü. A. ⊙).
Ältere Gletscherrückzugsseen befanden sich bis ins mittlere 20. Jahrhundert talauswärts im unteren Taubenkar bei den verfallenen Almhütten (2116 m ü. A. ⊙)
und unterhalb (1820 m ü. A. ⊙,
1823 m ü. A. ⊙),
sowie in der Zirm-Grube (1793 m ü. A. ⊙).
Außerdem findet sich östlich direkt am Südfuß des Vorderen Gjaidsteins (2414 m) noch ein Gletscherrestsee ohne Namen (2380 m ü. A. ⊙).

## Naturschutz
Der Seengruppe liegt im Europaschutzgebiet Dachstein (FFH/BSG, AT3101000/EU02) und im Naturschutzgebiet Dachstein in den Gemeinden Gosau, Hallstatt und Obertraun (N098), und gehört zur UNESCO-Welterbestätte Kulturlandschaft Hallstatt–Dachstein/Salzkammergut (WHS 806). Der Dachstein ist auch ein Wasserschongebiet.